# La Limouzinière
La Limouzinière é uma comuna francesa na região administrativa do País do Loire, no departamento de Loire-Atlantique. Estende-se por uma área de 29.54 km². Em 2010 a comuna tinha 2 471 habitantes (densidade: 83,6 hab./km²).